# Schön ist die Welt (Operette)
Schön ist die Welt ist eine Operette in drei Akten von Franz Lehár nach einem Libretto von Ludwig Herzer und Fritz Löhner-Beda. Das Werk erlebte seine Uraufführung am 3. Dezember 1930 am Metropol-Theater in Berlin mit Richard Tauber und Gitta Alpár unter der Leitung des Komponisten. Dabei handelt es sich um die Neufassung der Operette Endlich Allein, die am 30. Januar 1914 im Theater an der Wien in Wien nach einem Libretto von Alfred Maria Willner zum ersten Mal auf die Bühne kam.

## Handlung

### Erster Akt
Bild: Hotelhalle
Nach dem Wunsch seines Vaters soll Prinz Georg die Nichte der Herzogin Brankenhorst, die Prinzessin Elisabeth von und zu Lichtenberg, heiraten. Die beiden jungen Leute denken aber nicht im Traum daran, sich den Ehepartner vorschreiben zu lassen. Hier im „Hotel des Alpes“ in Tirol sollen sie das erste Mal aufeinandertreffen und zarte Bande anknüpfen. So geschieht es auch; doch keiner der beiden weiß, wer der andere in Wirklichkeit ist. Was die zwei eint, ist die Liebe zu den Bergen.

### Zweiter Akt
Wechselnde Bilder: Felsplateau – Alm – Berghütte
Elisabeth und Georg machen eine Hochgebirgstour in den Alpen und erfreuen sich an der Natur. Schön ist die Welt hoch über den Tälern! Als die Wanderer vor einer Hütte rasten, vernehmen sie aus dem Radio einen Aufruf an die Bevölkerung, bei der Suche nach der vermissten Prinzessin behilflich zu sein. Zuletzt sei sie von einem Einheimischen in Begleitung eines unbekannten jungen Mannes gesehen worden. Elisabeth will sofort ins Tal zurückkehren; aber ein plötzlicher Wetterumschwung lässt den Plan scheitern. Wohl oder übel muss das Paar die Nacht in den Bergen verbringen. Dabei kommen sich beide näher und gestehen sich ihre Liebe.

### Dritter Akt
Bild: Hotelhalle
Elisabeth und Georg schleichen sich heimlich ins Hotel zurück. Sogleich sucht die Prinzessin ihre Tante auf und erklärt ihr, die große Liebe ihres Lebens gefunden zu haben, nämlich ihren Bergkameraden. Verärgert muss sowohl der König als auch die Herzogin feststellen, dass sie den Kindern nicht ihren Willen aufzwingen können. Doch just in diesem Moment taucht Georg auf und lüftet Elisabeth sein Inkognito. Als sich die Liebenden in die Arme sinken, ist dies auch für die Herzogin und den König Grund zur Freude, weil ihr Plan nun doch noch aufgegangen ist.

## Musik
Für Schön ist die Welt hat Lehár eine seiner anspruchsvollsten Partituren geschrieben. Die Fachkritik war voll des Lobes; nur beim Publikum fand das Werk nicht den erhofften Anklang. Am besten gelang dem Komponisten die Musik zum zweiten Akt, bei dem – einmalig in der Geschichte der Operette – lediglich die beiden Protagonisten auf der Bühne zu sehen sind. Von den einzelnen Musiknummern seien besonders hervorgehoben Georgs Lied Liebste, glaub an mich, die Titelmelodie Schön ist die Welt, wenn das Glück dir ein Märchen erzählt, die als Leitmotiv dient, das Duett Frei und jung dabei, das Walzerlied Sag, armes Herzchen, sag sowie Mercedes del Rossas Tango Rio de Janeiro. Der zweite Akt ist fast identisch mit dem 2. Akt der im Jahr 1914 erschienenen Operette Endlich Allein. Nur das erwähnte Lied Liebste glaub an mich wurde hinzugefügt. Die Melodie zu diesem Lied entstammt der Urfassung der erfolglosen Operette Der Sterngucker. Dort war das Lied noch mit dem Text Und der Herrgott lacht, weils ihm Freude macht zu hören. Der erste und der dritte Akt von Endlich Allein wurde aber für Schön ist die Welt fast komplett umgestaltet. Es wurden Stilformen eingeführt, die der Komponist 1914 noch nicht verwendete und/oder die 1914 noch nicht aktuell waren. Dazu gehörten u. a. Tango und Slow-Fox.

## Musiknummern
Die unten erwähnte CD aus dem Jahre 2004 enthält folgende Musiktitel, die im Wesentlichen das gesamte Musikwerk der Operette darstellen:
- Vorspiel (Orchester)
- Walzerszene (Orchester)
- Sag armes Herzchen, sag (Szene und Lied der Elisabeth)
- English Waltz (Orchester)
- Nur ein Viertelstündchen (Duett Sascha, Mercedes)
- Schön ist die Welt (Auftrittslied Georgs)
- Frei und jung dabei (Marschduett Elisabeth, Georg)
- Rio de Janeiro (Tango Mercedes, Chor)
- Finale I Ja was ist mit mir (Georg, Elisabeth)
- Es steht vom Lieben so oft geschrieben (Duett Elisabeth, Georg)
- Liebste glaub an mich (Lied Georg)
- Finale II Was ist geschehen (Elisabeth, Georg)
- Ja die Liebe ist brutal (Direktor, Chor, Mercedes)
- In der kleinen Bar (Duett Slow-Fox – Elisabeth, Georg)
- Ich bin verliebt (Valse Boston – Elisabeth)
- Schön sind lachende Frau'n (Rumba Tanzduett – Mercedes, Sascha, Damenchor)
- Finale III, Liebste glaub an mich, denn ich liebe dich (Elisabeth, Georg)

## Tonträger (Auswahl)
- Mit Richard Tauber und Gitta Alpár, den Protagonisten der Uraufführung, wurden bereits Ende November 1930 die wichtigsten Titel für das Label Odeon  aufgenommen: Sag' armes Herzchen, sag;  Schön ist die Welt; Frei und jung dabei; Es steht vom Lieben gar oft geschrieben; Liebste glaub' an mich; Bin verliebt, bin so verliebt.

Gesamtaufnahmen:
- Adele Kern (Elisabeth), Toni Gerhold (Mercedes), Maria Waldner (Herzogin), Anton Dermota (Georg), Toni Niessner (Sascha), Egon von Jordan (König), Hans Schirmeisen (Direktor). Großes Wiener Rundfunkorchester, Dirigent Franz Lehár. Aufgenommen 1942 in Wien
- Anny Schlemm (Elisabeth), Brigitte Mira (Mercedes), Hertha Worell (Herzogin), Rudolf Schock (Georg), Willy Hofmann (Sascha), Hubert Marischka (König), Ludwig Bender (Direktor). Sinfonieorchester des Bayerischen Rundfunks, Dirigent Werner Schmidt-Boelcke. Aufgenommen 1954 in München
- Elena Moșuc (Elisabeth, Mercedes), Zoran Todorovich (Georg, Sascha), Roland Kandlbinder (Direktor), Isabella Stettner, Masako Goda, Andreas Hirtreiter, Wolfgang Klose. Münchner Rundfunkorchester, Dirigent: Ulf Schirmer.  Aufgenommen 2004 in München. (Gesamtaufnahme ohne Dialoge)
- Sieglinde Feldhofer (Elisabeth), Katharina Linhard (Mercedes), Klára Vincze (Herzogin), Thomas Blondelle (Georg), Jonathan Hartzendorf (Sascha), Gerd Vogel (König), Johannes Hubmer (Direktor). Franz Lehár-Orchester, Dirigent Marius Burkert. Aufgenommen 2023 in Bad Ischl.

## Verfilmung
Im Jahr 1957 entstand unter dem Titel Schön ist die Welt ein Film nach wenigen Motiven des Librettos und mit der Musik von Franz Lehár mit Rudolf Schock in der Hauptrolle. Regie führte Géza von Bolváry, in weitere Rollen traten auf Renate Holm, Mady Rahl und Willy Millowitsch.